# NGC 5997
NGC 5997 is een compact sterrenstelsel in het sterrenbeeld Slang. Het hemelobject werd op 25 maart 1865 ontdekt door de Duitse astronoom Albert Marth.

## Synoniemen
- ZWG 50.105
- NPM1G +08.0422
- PGC 56044